# Gerhardus Diephuis
Gerhard (Gerhardus) Diephuis (Farmsum, 6 februari 1817 - Groningen, 4 november 1892) was een Nederlands jurist, rechter en hoogleraar aan de Rijksuniversiteit Groningen.

## Biografie
Gerhardus Diephuis werd geboren in Farmsum als zoon van Marcus Cornelius Diephuis en Cornelia Palmer. Hij volgde het lager onderwijs in zijn geboorteplaats en ging daarna naar de Latijnse school in Appingedam. In 1832 werd hij ingeschreven als rechtenstudent aan de Rijksuniversiteit Groningen (toen nog de Rijkshogeschool Groningen). Hij promoveerde in 1840 in de rechten op het proefschrift De matrimonio (Het huwelijk). Datzelfde jaar trouwde hij met Alagonda Geertruida Hemmes, geboren in 1818. In 1842 promoveerde hij nogmaals, dit maal in de letteren op een literaire uiteenzetting over de eedaflegging bij recht en rede van scheiding in het antieke Rome.
In 1844 werd hij tot rechter benoemd in de arrondissementsrechtbank in Winschoten. Zijn benoeming tot schoolopziener volgde in 1848. Hij werd in 1850 in het kiesdistrict Windschoten verkozen tot lid van de Provinciale Staten van Groningen. Deze functie vervulde hij tot en met 1855. Dat jaar werd hij benoemd tot raadsheer in het provinciaal gerechtshof van Groningen. Eind 1857 werd hij (met ingang van 1 januari 1858) benoemd tot inspecteur van het lager onderwijs. Daarmee kwam er aan einde aan zijn functie als schoolopziener.
In 1859 werd hij benoemd tot hoogleraar in de rechtsgeleerdheid aan de Rijksuniversiteit Groningen. Zijn leeropdracht omvatte het burgerlijk recht, handelsrecht, burgerlijke rechtsvordering en Nederlands privaatrecht. Hij aanvaardde dit ambt met de rede De wetenschap des regts in betrekking tot de wetgeving. Gedurende het collegejaar 1864-1865 vervulde hij de functie van rector magnificus. In 1880 werd hij lid van de Staatscommissie tot herziening van het Burgerlijk Wetboek en werd in 1887 op eigen verzoek van deze functie ontheven. Datzelfde jaar ging hij met emeritaat. Ook werd hij dat jaar benoemd tot Ridder in de Orde van de Nederlandse Leeuw.
Hij kwam in 1892 op 75-jarige leeftijd te overlijden in Groningen.

## Publicaties (selectie)
- 1840. De matrimonio (eerste proefschrift)
- 1842. Disquisitio litteraria inauguralis de jure et ratione divortiorum apud antiquissimos Romanos (tweede proefschrift)
- 1856. Nederlandsch Burgerlijk Recht J.B. Wolters. Groningen (9 delen).
- 1859. Handleiding tot de Kennis der Wetgeving op het Lager Onderwijs. J.B. Wolters. Groningen. (inaugurele rede)
- 1856. Oratio qua academiae.....fata breviter enarravit (rede rectoraatsoverdracht)
- 1869-1888. Het Nederlands burgerlijk recht. J.B. Wolters.Groningen (11 delen).
- 1874-1875. Handboek voor het Nederlandsch handelsrecht. J.B. Wolters. Groningen (3 delen).
- 1885-1890. Het Nederlandsch burgerlijk recht. J.B. Wolters. Groningen (13 delen).